# Peter Slimák
Peter Slimák (* 20. August 1990 in Košice, Tschechoslowakei) ist ein slowakischer Eishockeyspieler, der seit 2013 beim HC 46 Bardejov in der 1. Liga unter Vertrag steht.

## Karriere
Peter Slimák begann seine Karriere als Eishockeyspieler in seiner Heimatstadt in der Nachwuchsabteilung des HC Košice, für dessen Profimannschaft er in der Saison 2008/09 sein Debüt in der slowakischen Extraliga gab. In seinem Rookiejahr blieb er in sechs Spielen punktlos und erhielt zwei Strafminuten. In der folgenden Spielzeit steigerte sich der Verteidiger auf ein Tor und zwei Vorlagen in 34 Spielen und wurde mit dem HC Košice erstmals in seiner Laufbahn Slowakischer Meister. Parallel bestritt er als Leihspieler 18 Partien für die slowakische U20-Nationalmannschaft in der Extraliga und acht Partien für den HC 46 Bardejov in der 1. Liga, der zweiten slowakischen Spielklasse.
In der Saison 2010/11 setzte sich Slimák endgültig im Profiteam des HC Košice durch. Mit seinem Heimatverein gewann er erneut den slowakischen Meistertitel, wobei er in 55 Spielen auf dem Eis stand. Zudem lief er erneut acht Mal als Leihspieler für den Zweitligisten HC 46 Bardejov auf. In der folgenden Saison gehörte er weiter zum Kader des HC Košice, wobei er insgesamt 53 Spiele in der Extraliga absolvierte, und lief zudem in 20 Spielen für den HC 46 auf. Im August 2012 wurde er bis zum Ende der Spielzeit 2012/13 an den MHC Martin ausgeliehen, absolvierte jedoch nur ein einziges Spiel für den Verein.
Seit 2013 steht Slimák beim HC 46 unter Vertrag.

### International
Für die Slowakei nahm Slimák an der U18-Junioren-Weltmeisterschaft 2008 teil. Im Turnierverlauf kam er in sechs Spielen zum Einsatz und erzielte dabei je ein Tor und eine Vorlage.

## Erfolge und Auszeichnungen
- 2010 Slowakischer Meister mit dem HC Košice
- 2011 Slowakischer Meister mit dem HC Košice

## Extraliga (SVK)-Statistik
(Stand: Ende der Saison 2010/11)